# Spherillo bocki
Spherillo bocki är en kräftdjursart som först beskrevs av Karl Wilhelm Verhoeff1938.  Spherillo bocki ingår i släktet Spherillo och familjen Armadillidae. Inga underarter finns listade i Catalogue of Life.